# Wijnegem
Wijnegem ist eine Gemeinde mit 10.580 Einwohnern (Stand 1. Januar 2024) in der Provinz Antwerpen (Region Flandern) in Belgien. Sie liegt in der Agglomeration Antwerpen etwa sieben Kilometer östlich des Stadtzentrums am südlichen Ufer des Albertkanals.

## Verkehr
Die nächsten Autobahnabfahrten befinden sich bei Wommelgem an der A13/E 34 sowie am östlichen Antwerpener Autobahnring. In Antwerpen befindet sich der nächste Bahnhof, in dem sowohl Regionalzüge als auch überregionale Schnellzüge halten. Wenige Kilometer südlich liegt der Flughafen Antwerpen.

## Weblinks

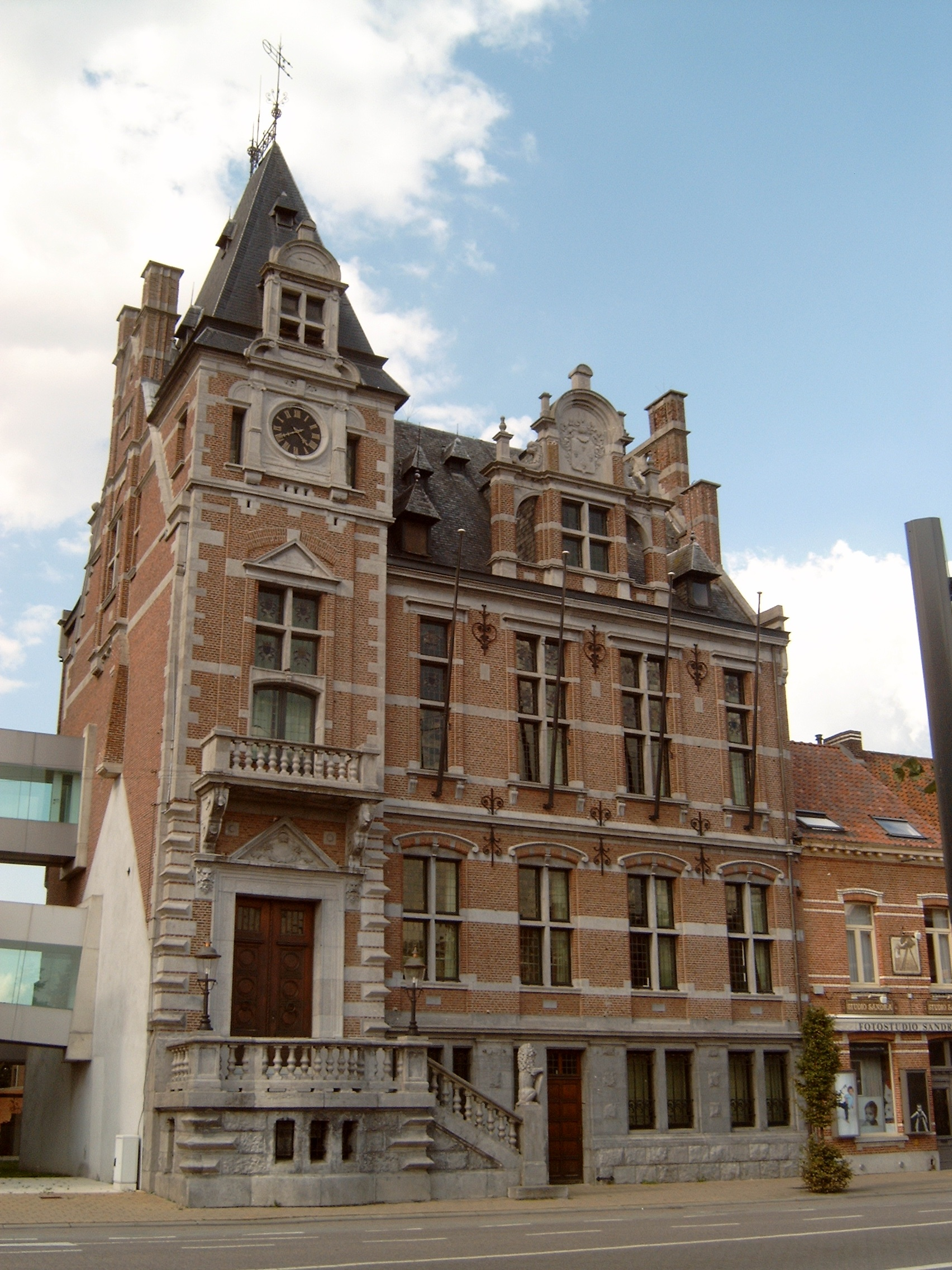
Monumentalbau